# Pioraco
Pioraco – miejscowość i gmina we Włoszech, w regionie Marche, w prowincji Macerata.
Według danych na rok 2004 gminę zamieszkiwało 1231 osób, 64,8 os./km².